# Maud Baecker
Maud Baecker, née le 6 septembre 1988 à Paris, est une actrice française.

## Biographie

### Éducation
Maud Baecker suit une formation théâtrale au Cours Florent et au Conservatoire des XIème et du Xe arrondissement de Paris.

### Carrière
Au théâtre, elle alterne les pièces classiques (Molière, William Shakespeare) et les créations mises en scène par Daniel Colas (La Louve), Olivier Macé (Tony et Marilyn) et Alexis Michalik avec Le Cercle des illusionnistes qui remporte 3 Molières en 2014,.
Au cinéma, elle tourne avec Jean-Pierre Améris (Je vais mieux), Anne-Gaëlle Daval (De plus belle) et Alexis Michalik dans Edmond.
En 2017, elle rejoint la distribution de la série Demain nous appartient dans laquelle elle interprète le rôle d'Anna Delcourt, la sœur d'Ingrid Chauvin,. Elle tourne également avec Laëtitia Milot dans Un bébé pour Noël et dans la série Olivia, et avec Agustín Galiana dans Coup de foudre en Andalousie,,.

## Filmographie

### Cinéma

#### Longs métrages
- 2017 : Je vais mieux de Jean-Pierre Améris
- 2017 : De plus belle d'Anne-Gaëlle Daval
- 2019 : Edmond d'Alexis Michalik

#### Courts métrages
- 2007 : Marie-Antoinette de Pascal Magnin
- 2008 : Vogue de Gérome Barry
- 2008 : 7ème Étage d'Antoine Morin
- 2009 : Few words de Ianis Guerrero
- 2010 : Clin d'œil de Tibo Pinsard
- 2010 : Pubs d'Adrien Armanet
- 2011 : Le Dernier Voyage d'Émile de Tibo Pinsard
- 2012 : Quelques mots d'amour de Matthieu Vetter
- 2012 : Les-Covoitureurs de Rémi Vaugeois
- 2013 : Ce sera tout pour aujourd'hui d'Élodie Navarre, (Talents Cannes Adami 2013)
- 2014 : Fashion Film d'Alexandra Naoum
- 2014 : Mine de rien de Grzegorz Jaroszuk
- 2014 : Stripes de Tibo Pinsard
- 2016 : Retour de flamme de Delphine Deloget
- 2016 : Friday Night d'Alexis Michalik
- 2017 : On n'est pas des bêtes (?) de Guillaume Sentou, court-métrage

### Télévision
- 2015 : La Mort d'Auguste de Denis Malleval, téléfilm
- 2016 : Profilage, saison 7, épisode 5 : Tatiana
- 2017 - 2023 : Demain nous appartient, série : Anna Delcourt (épisodes 1 à 1 403)
- 2018 : Un bébé pour Noël d'Éric Summer, téléfilm : Maureen
- 2019 : Le Piège (Demain nous appartient) de Thierry Peythieu, téléfilm : Anna Delcourt
- 2019 : Coup de foudre en Andalousie de Stéphane Malhuret, téléfilm : Claire Denisot
- 2019 : Olivia de Thierry Binisti, série : Emma Bosco
- 2020 : Les Mystères de la chorale, téléfilm  de Emmanuelle Dubergey, téléfilm : Caroline Dubreuilh
- 2022 : L'Amour (presque) parfait de Pascale Pouzadoux : Julie
- 2022 : Le Mystère Daval, téléfilm de Christophe Lamotte : Alexia Daval[11]
- 2024 : Lex Africana, mini-série de Lewis Martin : Lauren Danval
- 2024 : Erica de Frédéric Berthe : Anna Faure
- 2026 : Papa malgré lui de Chris Briant : Cécilia

## Théâtre
- 2007 : Carine ou la Jeune Fille folle de son âme de Fernand Crommelynck, mis en scène par Jean-Louis Bihoreau
- 2007 : Le Libertin d'Éric-Emmanuel Schmitt, mis en scène par Jonathan dos Santos
- 2007 : À quoi rêvent les jeunes filles d'Alfred de Musset, mis en scène par Jean-Louis Bihoreau - Hôtel Gouthière
- 2007 : Le Songe d'une nuit d'été de William Shakespeare, mis en scène par Stéphan Druet
- 2008 : Noémie et les Tableaux magiques de et mis en scène par Noémie Landreau (co-écrit par Gaëlle Bourgeois) - Ciné 13 Théâtre
- 2008 : RADIO intérieur nuit de et mis en scène par Marine Levère - Conservatoire du XIe arrondissement de Paris
- 2009 : Croisades de Michel Azama, mis en scène par Jeremy Banster - Théâtre du Marais
- 2010 : Le Bourgeois gentilhomme de Molière, mis en scène par Daniel Leduc - Théâtre Comédia
- 2010 : L'occasion de Prosper Mérimée, mis en scène par Jean-Louis Bihoreau
- 2011 : Henri IV, le bien aimé de et mis en scène par Daniel Colas - Théâtre des Mathurins
- 2011 : Le Lieu perdu de Norma Huidobro, mis en scène par Aurore Évain
- 2014-2016 : Le Cercle des illusionnistes de et mis en scène par Alexis Michalik - Théâtre La Pépinière et Théâtre des Béliers parisiens
- 2016 : Tony et Marilyn de Jean-Philippe Bèche, mis en scène par Olivier Macé - Festival d'Avignon off
- 2016 : La Louve de et mis en scène par Daniel Colas - Théâtre La Bruyère
- 2017-2019 : Le Cercle des illusionnistes de et mis en scène par Alexis Michalik - La Pépinière-Théâtre, Théâtre de la Renaissance
- 2024 : Dans les yeux de Monet de Cyril Gély, mise en scène Tristan Petitgirard, théâtre de la Madeleine

## Distinctions

### Nominations
- Soap Awards France 2018 : Meilleure actrice pour Demain nous appartient[12],[13]
- Soap Awards France 2019 : Meilleure actrice pour Demain nous appartient